# 王士良
王 士良（おう しりょう、507年 - 583年）は、中国の北魏から隋にかけての軍人・政治家。字は君明。本貫は太原郡晋陽県。

## 経歴
蘭陵郡太守の王延の子として生まれた。530年、爾朱兆に召されて府参軍事となった。大行台郎中・諫議大夫を歴任して、石門県男に封じられた。紇豆陵歩藩と戦って敗れ、捕らえられて河右に連行された。紇豆陵伊利に才能を認められて、右丞に抜擢され、その孫娘を妻とした。士良は紇豆陵伊利らに利害を説いて、北魏に帰順させた。532年、晋陽県子に封じられた。まもなく琅邪県侯に進み、太中大夫・右将軍の位を受け、殷州車騎府司馬として出向した。
534年、東魏が鄴に遷都すると、鄴に京畿府が置かれ、士良はそこで兵馬をつかさどった。高澄が大都督となると、士良はその下で司馬となり、外兵参軍を兼ねた。まもなく長史に転じ、安西将軍の位を加えられ、符塁県侯に徙封された。543年、行台左中兵郎中となり、大将軍府属・従事中郎に転じ、摂外兵事をつとめた。西魏の王思政が潁川に駐屯すると、高澄は軍を率いて王思政を攻撃することとなり、士良を大行台右丞に任じて、并州で留守を守る高演を助けさせた。士良は鎮西将軍の位を加えられ、爵位は公に進んだ。
551年、北斉が建国されると、士良は給事黄門侍郎となり、中書舎人を兼ね、総知并州兵馬事をつとめ、征西将軍の位を加えられ、新豊県子の別封を受けた。まもなく驃騎将軍・尚書吏部郎中に任じられた。北斉の文宣帝が晋陽から鄴に移動すると、士良を尚書左丞として晋陽にとどめ、後事をまかせた。尚書左丞のまま御史中丞となり、七兵尚書に転じた。侍中となり、殿中尚書に転じた。しばらくして再び侍中となり、吏部尚書に任じられた。長らくしてまた侍中となり、度支・五兵二曹尚書をつとめた。
士良は継母の梁氏に孝事して知られたが、梁氏が死去すると辞職して喪に服した。まもなく文宣帝が復帰するよう再三命じてきたため、やむなく士良は召しに応じた。文宣帝は士良の痩せほそった姿をみて、士良の意志を尊重することとした。このときの服喪の影響で、士良は長年病に臥せり、文宣帝自らがかれを見舞った。病が快復すると、士良は滄州刺史に任じられた。559年、鄴に召還されて、儀同三司の位を受けた。561年、太子少傅・少師に任じられ、また侍中となり、太常卿に転じ、まもなく開府儀同三司の位を加えられた。豫州道行台・豫州刺史として出向した。
564年、北周の宇文護が東征し、権景宣が山南の兵を率いて豫州を包囲すると、士良は城を挙げて降伏した。大将軍・小司徒の位を受け、広昌郡公の爵位を受けた。まもなく荊州総管に任じられ、荊州刺史を代行した。長安に入ってまた小司徒となった。まもなく敷州刺史に任ぜられ、金州総管・七州諸軍事・金州刺史に転じた。579年、并州刺史となった。上大将軍の位を加えられた。老病のため引退を願い出て、許された。583年6月26日、私邸で死去した。享年は77。
子の王徳衡は、580年に儀同大将軍となった。

## 伝記資料
- 『周書』巻36 列伝第28
- 『北史』巻67 列伝第55
- 大隋上大将軍広昌粛公墓誌（王士良墓誌）